# 伊勢ノ浜寅之助
伊勢ノ浜 寅之助（いせのはま とらのすけ、1902年1月26日 - 1985年1月4日）は、兵庫県神戸市東灘区出身で出羽海部屋（入門時は根岸部屋）に所属した大相撲力士。本名は泰中 虎之助。身長170cm、体重105kg。最高位は東前頭6枚目（1931年5月場所、10月場所）。引退後は年寄中立として後進の指導につとめた。

## 来歴
1914年に根岸部屋の大関伊勢ノ濱慶太郎のもとに入門するも、新弟子検査に合格するまで時間がかかり、初土俵は1917年5月場所であった。1919年に伊勢ノ濱が引退して中立部屋を興すと、それに同行する。最初の四股名は洋ノ花（なだのはな）で、その名で1924年5月場所に新十両を果たした。
しかし、そのあと十両から幕下上位に停滞しているときに、1928年に師匠が死去し、同門の二子山部屋に預けられる。そこから力もつき、1930年1月場所に新入幕、このとき、四股名を伊勢ノ浜と改める。1月場所は東西制の出羽海方に所属していたが出羽海部屋所属ではなかったため、綾桜や藤ノ里などの出羽海部屋の十両力士との取組が組まれていたので、その直後の3月場所から出羽海部屋に移籍する。
1932年の春秋園事件のときには、一時脱退、1933年1月に復帰するも、四股名の返上を先代未亡人から求められ、灘ノ花と改める。しかしこの場所、11戦全敗におわり、その後は幕内にもどることなく、1935年1月場所、十両でも11戦全敗となり、この場所限りで引退した。
引退後は年寄中立を襲名し、出羽海部屋付の年寄として後進の指導にあたった。1967年1月、停年退職した。

## 主な成績
- 通算成績：161勝167敗1分2預5休　勝率.491
- 幕内成績：29勝48敗　勝率.377
- 現役在位：45場所
- 幕内在位：8場所
- 各段優勝
  - 幕下優勝：2回（1925年1月場所、1928年1月場所）

### 場所別成績
| 1917年 （大正6年） | x                       | x                  | （前相撲）               | x                |
| 1918年 （大正7年） | （前相撲）              | x                  | （前相撲）               | x                |
| 1919年 （大正8年） | 東序ノ口34枚目 3–2      | x                  | 西序二段53枚目 2–3       | x                |
| 1920年 （大正9年） | 西序二段51枚目 3–2      | x                  | 東序二段18枚目 3–2       | x                |
| 1921年 （大正10年） | 西三段目46枚目 3–2      | x                  | 東三段目34枚目 3–2       | x                |
| 1922年 （大正11年） | 東三段目16枚目 3–1 1預  | x                  | 西幕下30枚目 2–3         | x                |
| 1923年 （大正12年） | 西幕下32枚目 4–6        | x                  | 西三段目4枚目 5–1        | x                |
| 1924年 （大正13年） | 西幕下20枚目 4–1        | x                  | 西十両15枚目 2–4         | x                |
| 1925年 （大正14年） | 東幕下7枚目 優勝 5–1    | x                  | 西十両9枚目 0–4 (1分1預) | x                |
| 1926年 （大正15年） | 東幕下2枚目 2–4         | x                  | 東幕下22枚目 3–3         | x                |
| 1927年 （昭和2年） | 東幕下22枚目 4–2        | 東幕下22枚目 3–3   | 東幕下10枚目 4–2         | 西幕下14枚目 3–3 |
| 1928年 （昭和3年） | 東幕下2枚目 優勝 5–1    | 西幕下10枚目 2–2–2 | 西十両5枚目 6–5          | 西十両5枚目 6–5  |
| 1929年 （昭和4年） | 東十両4枚目 6–5         | 東十両4枚目 6–5    | 東十両筆頭 7–4           | 東十両筆頭 6–5   |
| 1930年 （昭和5年） | 東前頭13枚目 4–7        | 東前頭13枚目 5–6   | 東十両2枚目 7–4          | 東十両2枚目 6–5  |
| 1931年 （昭和6年） | 西前頭11枚目 7–4        | 西前頭11枚目 6–5   | 東前頭6枚目 4–7          | 東前頭6枚目 3–8  |
| 1932年 （昭和7年） | 西前頭14枚目 –          | x                  | x                        | x                |
| 1933年 （昭和8年） | 前頭 0–11               | x                  | 西十両5枚目 4–4–3        | x                |
| 1934年 （昭和9年） | 西十両6枚目 6–5         | x                  | 東十両4枚目 4–7          | x                |
| 1935年 （昭和10年） | 西十両9枚目 引退 0–11–0 | x                  | x                        | x                |
| 各欄の数字は、「勝ち-負け-休場」を示す。 優勝 引退 休場 十両 幕下 三賞：敢=敢闘賞、殊=殊勲賞、技=技能賞 その他：★=金星 番付階級：幕内 - 十両 - 幕下 - 三段目 - 序二段 - 序ノ口 幕内序列：横綱 - 大関 - 関脇 - 小結 - 前頭（「#数字」は各位内の序列） |                         |                    |                          |                  |

## 幕内対戦成績
| 力士名 | 勝数 | 負数 | 力士名 | 勝数 | 負数 | 力士名   | 勝数 | 負数 | 力士名 | 勝数 | 負数 |
| ------ | ---- | ---- | ------ | ---- | ---- | -------- | ---- | ---- | ------ | ---- | ---- |
| 朝潮   | 1    | 0    | 朝光   | 1    | 0    | 東関     | 1    | 0    | 綾ノ浪 | 1    | 2    |
| 池田川 | 0    | 1    | 射水川 | 0    | 1    | 大潮     | 0    | 1    | 沖ツ海 | 2    | 1    |
| 鏡岩   | 2    | 0    | 錦華山 | 0    | 2    | 古賀ノ浦 | 1    | 4    | 越ノ海 | 0    | 1    |
| 潮ヶ濱 | 0    | 1    | 高登   | 0    | 1    | 寳川     | 3    | 0    | 玉錦   | 0    | 2    |
| 太郎山 | 3    | 2    | 劔岳   | 3    | 1    | 土州山   | 0    | 1    | 巴潟   | 0    | 1    |
| 錦洋   | 2    | 1    | 能代潟 | 0    | 2    | 幡瀬川   | 1    | 1    | 星甲   | 0    | 1    |
| 吉野山 | 1    | 2    | 雷ノ峰 | 1    | 1    | 若瀬川   | 1    | 3    | 若葉山 | 0    | 2    |

## 四股名変遷
- 洋ノ花 虎之介（なだのはな とらのすけ）1917年5月場所 - 1924年5月場所
- 灘ノ花 虎之介（なだのはな -）1924年1月場所 - 1928年3月場所
- 灘ノ花 虎之助（- とらのすけ）1928年5月場所 - 1929年9月場所
- 伊勢ノ浜 寅之助（いせのはま とらのすけ）1930年1月場所 - 10月場所
- 伊勢ノ浜 虎之助（- とらのすけ）1931年1月場所 - 1932年1月場所
- 灘ノ花 虎之助（なだのはな -）1933年1月場所 - 1935年1月場所